# Rio Câlnic (Secaş)
O Rio Câlnic é um rio da Romênia, afluente do Rio Secaş, localizado no distrito de Alba.